# Gabriel Martinelli
Gabriel Martinelli (Guarulhos, 2001. június 18. –) brazil  válogatott labdarúgó, jelenleg az Arsenal játékosa.

## Pályafutása

### Ituano
Fiatalon a Corinthians futsal csapatában szerepelt, majd innen került az Ituano csapatához. 2017. november 4-én aláírta első profi szerződését a klubbal. 2018. március 17-én mutatkozott be Claudinho cseréjeként a 84. percben a São Bento csapata ellen. Szeptember 8-án első gólját is megszerezte a Taboão da Serra elleni Copa Paulista mérkőzésen. A 2019-es szezonban megválasztották az év újoncának és bekerült az év csapatába a paulista állami bajnokságban.

### Arsenal
2019. július 2-án az angol Arsenal labdarúgócsapata hivatalos honlapján jelentette be szerződtetését.
2019. augusztus 11-én debütálta új csapatában a Newcastle United elleni 1-0-s győzelem alkalmával, amikor a mérkőzés 84. percében csereként állt be Henrih Mhitarján helyére.
Szeptember 24-én a elleni Ligakupa-mérkőzésen megszerezte első két gólját a londoni csapat mezében, az Arsenal 5–0-ra győzte le másodosztályú Nottingham Forest csapatát.
Október 3-án az Európa-liga csoportkörében a belga Standard Liège ellen két gólt is szerzett, ezzel pedig 18 évesen és 107 naposan az Arsenal történetének legfiatalabb játékosa lett a nemzetközi kupákban aki erre képes volt.

## Sikerei, díjai

### Klubcsapatokban
Arsenal FC
- FA-kupa : 2019–20
- Emirates-kupa  : 2022

### Válogatott
Brazília U23
- Olimpiai játékok: 2020

### Egyéni
- Paulista bajnokság – Legjobb újonc: 2019
- Paulista bajnokság – Az év vidéki játékosa: 2019
- Paulista bajnokság – Az év csapata: 2019

## Statisztika

### Klubcsapatokan
Legutóbb 2020. március 2-án frissítve.
| Klub           | Szezon         | Liga           | Liga  | Liga  | Állami Bajnokság | Állami Bajnokság | Nemzeti kupa | Nemzeti kupa | Ligakupa | Ligakupa | Nemzetközi kupa | Nemzetközi kupa | Egyéb | Egyéb | Összesen | Összesen |
| Klub           | Szezon         | Bajnokság      | Mérk. | Gólok | Mérk.            | Gólok            | Mérk.        | Gólok        | Mérk.    | Gólok    | Mérk.           | Gólok           | Mérk. | Gólok | Mérk.    | Gólok    |
| -------------- | -------------- | -------------- | ----- | ----- | ---------------- | ---------------- | ------------ | ------------ | -------- | -------- | --------------- | --------------- | ----- | ----- | -------- | -------- |
| Ituano         | 2018           | Paulista       | —     | —     | 3                | 0                | —            | —            | —        | —        | —               | —               | 17    | 4     | 20       | 4        |
| Ituano         | 2019           | Série D        | 0     | 0     | 14               | 6                | —            | —            | —        | —        | —               | —               | —     | —     | 14       | 6        |
| Ituano         | Összesen       | Összesen       | 0     | 0     | 17               | 6                | —            | —            | —        | —        | —               | —               | 17    | 4     | 34       | 10       |
| Arsenal        | 2019–20        | Premier League | 14    | 3     | —                | —                | 3            | 0            | 2        | 4        | 7               | 3               | —     | —     | 26       | 10       |
| Arsenal        | 2020–21        | Premier League | 14    | 2     | —                | —                | 1            | 0            | 1        | 0        | 6[a³]           | 0               | —     | —     | 22       | 2        |
| Arsenal        | 2021–22        | Premier League | 29    | 6     | —                | —                | 1            | 0            | 6        | 0        | —               | —               | —     | —     | 36       | 6        |
| Arsenal        | 2022–23        | Premier League | 9     | 4     | —                | —                | 0            | 0            | 0        | 0        | 3[a³]           | 0               | —     | —     | 12       | 4        |
| Teljes karrier | Teljes karrier | Teljes karrier | 66    | 15    | 17               | 6                | 5            | 0            | 9        | 4        | 17              | 3               | 17    | 4     | 130      | 32       |

1. 1 2  Magában foglalja a Paulista bajnokságban való pályára lépeseit.
2. ↑  Magában foglalja a Paulista kupában való pályára lépeseit.
3. ↑  Magában foglalja az Európa-ligában való pályára lépeseit.

## Külső hivatkozások
- Gabriel Martinelli (angol nyelven). arsenal.com
- Gabriel Martinelli adatlapja a worldfootball.net oldalon (angolul)